# Annika Ruth Persson
Annika Ruth Persson (folkbokförd Ruth Annika Persson), född 18 december 1955 i Örebro, är en svensk författare och översättare. Till och med 2002 skrev hon sig Annika Persson. Som översättare från engelska och tyska har hon varit verksam sedan tidigt 1990-tal, med tonvikt på skönlitteratur, inklusive barnböcker, samt historisk, idéhistorisk, politisk och filosofisk facklitteratur.
Hennes debutroman Du och jag, Marie Curie nominerades till Augustpriset. Hon har även varit förläggare på Anamma förlag och tidskriftsredaktör för Ord&Bild. 

## Priser och utmärkelser
- 2004 – Göteborgs Stads författarstipendium

## Översättningar (urval)
- 1992 – Henrik R. Wulff, Stig Andur Pedersen, Raben Rosenberg: Medicinens filosofi (Philosophy of Medicine) (Daidalos)
- 1993 – Sarah Schulman: Vid yttersta randen (People in Trouble) (Anamma)
- 2001 – Krishna Sobti: Lyssna min dotter (Ai Ladki) (Tranan)
- 2004 – Hannah Arendt: Mellan det förflutna och framtiden: åtta övningar i politiskt tänkande (Daidalos)
- 2008 – Baby Halder: Från mörker till ljus (Ālo-ān̐dhāri) (översättning från bengali via hindi/engelska, Kabusa böcker)
- 2008 – Nicola Davies: Extrema djur: de tuffaste varelserna på jorden (Extreme Animals) (Kabusa böcker)
- 2010 – Zena el Khalil: Beirut, jag älskar dig (Beirut, I Love You) (Ordfront)
- 2011 – Li Yiyun: De hemlösa (The Vagrants) (Norstedt)
- 2011 – Dorothee Elmiger: Inbjudan till de våghalsiga (Einladung an die Waghalsigen) (Kabusa böcker)
- 2012 – Zygmunt Bauman: Collateral damage: social ojämlikhet i en global tidsålder (Collateral Damage) (Daidalos)
- 2020 – Li, Yiyun. Dit mina tankar inte når (Where reasons end). Stockholm: Norstedts. Libris 09qqc97qxnnh998c. ISBN 9789113098500